# Simon Archer
Simon David Archer (Worcester, 27 giugno 1973) è un ex giocatore di badminton britannico.

## Palmarès
Olimpiadi
- 1 medaglia:
  - 1 bronzo (Sydney 2000 nel doppio misto)

Mondiali
- 2 medaglie:
  - 1 argento (Copenaghen 1999 nel doppio misto)
  - 1 bronzo (Copenaghen 1999 nel doppio)

Europei
- 6 medaglie:
  - 2 ori (Den Bosch 1994 nel doppio; Sofia 1998 nel doppio)
  - 1 argento (Herning 1996 nel doppio misto)
  - 3 bronzi (Herning 1995 nel doppio; Sofia 1998 nel doppio misto; Glasgow 2000 nel doppio)

Giochi del Commonwealth
- 5 medaglie:
  - 2 ori (Kuala Lumpur 1998 nel doppio misto; Manchester 2002 nel doppio misto)
  - 1 argento (Melbourne 2006 nel misto a squadre)
  - 2 bronzi (Kuala Lumpur 1998 nel doppio; Manchester 2002 nel doppio)